# 弘南バス桜ヶ丘案内所
| 桜ヶ丘案内所のデータ |                                |
| バス事業者           | 弘南バス                       |
| 所管営業所           | 弘前営業所 （←高崎営業所）     |
| 所在地               | 弘前市大字桜ヶ丘1丁目11番地1号 |
| 所管路線数           | （現在なし）                   |
| 開所日               | 1977年4月                      |

弘南バス桜ヶ丘案内所（こうなんバスさくらがおかあんないしょ）は、青森県弘前市にある弘南バスの待機所である。
以前は車両・乗務員の配置があったが、現在は無人化され、バス待機所となっている。

## 沿革
- 1977年4月 - 桜ヶ丘案内所を開設。
- 1998年 - 高崎営業所の廃止により、弘前営業所の所管に変更となる。
- 2009年4月1日 - 車両配置の廃止に伴い、所管路線を移管し、出札窓口の営業時間を短縮する。
  - 桜ヶ丘案内所 ⇒ 弘前営業所・和徳車庫・藤代車庫
    - 桔梗野経由 弘前駅 - 金属団地・桜ヶ丘線

  - 桜ヶ丘案内所 ⇒ 弘前営業所
    - 弘前駅 - 久渡寺線

  - 桜ヶ丘案内所 ⇒ 和徳車庫
    - 茂森経由 弘前駅 - 桜ヶ丘線
    - 桜ヶ丘 - 義塾高校線
    - 日沼経由 弘前 - 黒石・大川原線
    - 豊蒔・高田経由 弘前 - 黒石線
    - 黒石 - 尾上線
    - ミニバス 緑ヶ丘線
    - ミニバス 城南線
    - ミニバス さくら団地線
- 2010年4月1日 - 無人化（閉鎖）。

## 停車路線
- 金属団地・桔梗野経由 弘前駅線
- 金属団地・枡形経由 弘前駅線
- 義塾高校線
- ミニバス 緑ヶ丘経由 弘前バスターミナル線
- ミニバス 城南経由 弘前バスターミナル線
- ミニバス 城南・弘前バスターミナル経由 さくら野弘前店線
- ミニバス 希望ヶ丘ホーム・城南経由 弘前バスターミナル線

## 設備
- 庁舎 - 閉鎖中

## その他
- 2008年1月に弘前駅前で起きた交通死亡事故で、国土交通省は、2008年7月14日に桜ヶ丘案内所管内の車両2両を各35日ずつ使用停止する処分を下した。